# T3-as busz (Budapest)
A budapesti T3-as (gyors T3-as) jelzésű autóbusz a Moszkva tér és Nagykovácsi, Szabadság tér között közlekedett az 1980-as években, tavasztól őszig, az adyligeti és a nagykovácsi telektulajdonosokat kiszolgáló gyorsjáratként. A járat hat évet ért meg, majd – feltehetőleg forráshiány, illetve a várakozásoktól elmaradó kihasználtság miatt – megszüntették.

## Története
Az 1980-as években a Budapesti Közlekedési Vállalat még igen jó anyagi körülmények között gazdálkodhatott, így a menetrendi járatok mellett számos speciális járatot is tudott működtetni. A különböző lakossági igények kezelése kapcsán merült fel az az elképzelés, hogy indítson a társaság a budai agglomerációba idényjellegű, gyors buszjáratokat, úgynevezett telkesjáratokat is, a hétvégiház-tulajdonosok kiszolgálására. Négy ilyen új buszjáratot alakítottak ki, törökbálinti, solymári, nagykovácsi és diósdi külső végállomásokkal, ezek 1982. március 20-án indultak el, kísérleti jelleggel, T1, T2, T3 és T4 számjelzéssel.
Közülük a T3-as járat belső végállomása a Moszkva téren (a Várfok utcában) volt, útvonala egyesítette az akkori (azóta megszűnt) 56-os és az azóta is változatlan 63-as buszok útvonalát. A Moszkva tér és Hűvösvölgy között sehol sem állt meg, és remetekertvárosi szakaszán is kihagyta a megállóhelyek egy részét. A járat a többi telkesjárathoz hasonlóan csak hétvégi napokon közlekedett tavasztól őszig. Viteldíjrendszere a többi telkesjárattal egyezően speciális volt, a bérletek ugyanis nem voltak rá érvényesek, hanem két buszjegyet kellett lyukasztani az utazáshoz. Más telkesjáratokhoz hasonlóan, itt is okozhatott bonyodalmat, hogy a vonalra beosztott sofőrök hétköznapokon a város más részein dolgoztak, így a pontos vonalvezetést nem ismerve néha az utasok segítségét kellett kérniük.
A telkes járatok utoljára 1989. november 4-én jártak.

## Útvonala
| Nagykovácsi, Szabadság tér felé | Moszkva tér (Várfok utca) felé |
| --- | --- |
| Moszkva tér (Várfok utca) vá. – Várfok utca – Szilágyi Erzsébet fasor – Vörös Hadsereg útja – Hidegkúti út – Dimitrov út – Nagyrét utca – Nagykovácsi út – Kossuth Lajos utca – Nagykovácsi, Szabadság tér vá. | Nagykovácsi, Szabadság tér vá. – Kossuth Lajos utca – Nagykovácsi út – Nagyrét utca – Dimitrov út – Hidegkúti út – Vörös Hadsereg útja – Szilágyi Erzsébet fasor – Városmajor utca – Magyar Jakobinusok tere – Krisztina körút – Vérmező utca – Várfok utca – Moszkva tér (Várfok utca) vá. |

## Megállóhelyei
| 0                                         | Moszkva tér végállomás                | 25 | 5, 5, 16, 21, 21, 22, 22, 28, 39, 49, 56, 56E, 84, 116, 128, 156, 158, T2 4, 6, 18, 56, 59, 61 |
| 16                                        | Adyliget                              | 8  | 63                                                                                             |
| Budapest–Nagykovácsi közigazgatási határa |                                       |    |                                                                                                |
| 18                                        | Mészégető                             | 5  | 63                                                                                             |
| 19                                        | Erdészlak                             | 4  | 63                                                                                             |
| 20                                        | 13-as kilométerkő                     | 3  | 63                                                                                             |
| 23                                        | Tanácsháza                            | 1  | 63                                                                                             |
| 24                                        | Nagykovácsi, Szabadság tér végállomás | 0  | 63                                                                                             |